# 羅氏阿波鰍
羅氏阿波鳅（學名：A. rosammai），為輻鰭魚綱鯉形目條鳅科的其中一個種，分布亞洲印度淡水溪流中，本魚體延長，口下位，具有3對觸鬚，皆長於眼徑，體側接近尾柄處具有10-11條橫帶，尾鰭基部無黑點，棲息在熱帶溪流礫石底質水域，以附著的藻類為食，生活習性不明。

## 扩展阅读
維基物種上的相關：羅氏阿波鳅